# Terry Nation
Pour les articles homonymes, voir Nation (homonymie).
Terry Nation est un scénariste britannique né le 8 août 1930 à Cardiff au Pays de Galles et mort le 9 mars 1997 à Los Angeles en Californie.
Il est connu pour avoir créé les Daleks dans la série télévisée de science-fiction Doctor Who. Il créera notamment deux autres séries de science-fiction, Survivors (en) et Blake's 7.

## Début de carrière
Né à Cardiff, Terry Nation commence dans l'écriture de pièces comiques. En 1955, après qu'un de ses sketchs soit racheté par l'humoriste Spike Milligan, il travaille dans une agence d'écrivains, l'Associated London Scripts aux côtés de John Junkin et Johnny Speight. Dans les années 1950, il collabore à l'écriture de plus d'une centaine de pièces radiophoniques pour des acteurs tels que Terry Scott, Eric Sykes, Harry Worth et Frankie Howerd. Mais en 1962, il travaille à l'écriture d'une série pour Tony Hancock qui ne rencontre pas le succès et il se fait virer.

## Doctor Who
Au début des années 1960, Terry Nation fait la rencontre de David Whitaker qui est assez impressionné par un script qu'il avait effectué sur une série d'anthologie de science fiction, Out of this World. Whitaker lui propose de travailler pour une nouvelle série de science fiction de la BBC, Doctor Who Nation décline l'offre puis l'accepte après son renvoi par Hancock. C'est ainsi qu'il écrit un script appelé The Mutants ce qui donne un épisode en 7 parties connus plus tard sous le nom de « The Daleks. » Cet épisode introduit une création de Terry Nation, des extra-terrestres nommés les Daleks qui ont muté et se sont retrouvés engoncés dans des armures. Ces extra-terrestres deviennent immédiatement populaires et amènent une déclinaison en marchandising dont Nation détient les droits. Les Daleks sont à l'origine de deux films, Dr Who contre les Daleks et Les Daleks envahissent la Terre.
Terry Nation écrit d'autres scripts pour Doctor Who, et tente de lancer une série basée sur les Daleks aux États-Unis, après en avoir introduit l'idée d'une unité futuriste de défense spatiale en 1966 lors de l'épisode en 12 parties coécrit avec Dennis Spooner, « The Daleks' Master Plan.» Les Daleks disparaissent de la série Doctor Who en 1967 dans l'épisode « The Evil of the Daleks. » Si la série ne se fait pas, les Daleks ont néanmoins droit à leur propre comic-book et leurs déclinaisons. Après 1965, Nation se détache de Doctor Who et écrit pour des séries comme Alias le Baron, Les Champions, Département S, Amicalement vôtre et Le Saint.
Dans les années 1970, Terry Nation redonne à la série Doctor Who le droit d'utiliser les Daleks au sein de la série et écrit quelques épisodes entre 1972 et 1975, dont un épisode sur l'origine des Daleks « La genèse des Daleks » en 1974 et un épisode marquant le retour de ceux-ci, « Destiny of the Daleks » en 1979.

## Survivors et Blake's 7
En 1975, la BBC engage Terry Nation pour qu'il écrive sa propre série de science fiction. Celle-ci devient Survivors une série sur un groupe de survivant après que la Terre eut été dévastée par une épidémie. Même si la série ne dure que deux saisons, elle ne plait pas à Terry Nation à cause des nombreux conflits avec le producteur Terence Dudley, qui trahit les idées initiales de Nation. De plus Brian Clemens affirme avoir eu l'idée de Survivors et l'avoir déposée dès la fin des années 1960 auprès de la Writers' Guild of Great Britain. L'affaire aurait presque pu déboucher sur un procès, mais les deux parties débouchèrent sur un accord à l'amiable afin de ne pas en arriver là.
Sa seconde production pour la BBC, Blake's 7 suit les aventures d'un groupe de criminels et de résistants à bord d'un vaisseau spatial volé, fuyant la "Fédération Terran" un empire diabolique. La série connaît 4 saisons de 1978 à 1981 et reste assez populaire en Angleterre. Si Terry Nation écrit l'intégralité de la première saison, son influence artistique s'arrête là et c'est son script-éditor (responsable des scénarios) Chris Boucher qui boucle les trois saisons suivantes.
S'inspirant de son travail sur Survivor, Terry Nation écrit un livre pour enfant Rebecca's World: Journey to the Forbidden Planet en s'inspirant de sa fille Rebecca.

## Fin de carrière
En 1980, Terry Nation part vivre à Los Angeles aux États-Unis et travaille pour différents studios. Il écrit notamment quelques scénarios pour la série MacGyver et sur les séries A Fine Romance et A Masterpiece of Murder. En 1989, après l'annulation de la série Doctor Who, il propose avec Gerry Davis de reprendre la série, mais la BBC refuse ce projet. Assez fatigué sur la fin de sa vie, il décède d'un emphysème le 9 mars 1997. Peu de temps avant sa mort, il avait collaboré avec l'acteur Paul Darrow sur un projet destiné à faire revivre Blake's 7.

## Filmographie sélective

### Filmographie (comme scénariste)
- 1963 à 1965 : Doctor Who (série télévisée) : (Saison 1 à 3)
- 1965 : Dr Who contre les Daleks (film)
- 1966 : Les Daleks envahissent la Terre (film)
- 1966 - 1967 : Alias le Baron (série télévisée) : (Saison 1)
- 1968 : Le Saint (série télévisée) : (Saison 6)
- 1968 : Chapeau melon et bottes de cuir (série télévisée) : (Saison 6)
- 1968 - 1969 : Les Champions (série télévisée) : (Saison 1)
- 1969 : Département S (série télévisée) : (Saison 1)
- 1970 : And Soon the Darkness (film)
- 1971 : Amicalement vôtre (série télévisée) : (Saison 1)
- 1972 à 1978 : Doctor Who (série télévisée) : (Saison 10, 11, 12, 13 et 17)
- 1973 : The House in Nightmare Park (film)
- 1973 - 1974 : Poigne de fer et séduction (série télévisée) : (Saison 1, 2)
- 1985 : MacGyver (série télévisée) : (Saison 1, épisode 2 et 3)

### Filmographie (comme producteur associé)
- 1971 : Amicalement vôtre (série télévisée) : (Saison 1)

### Filmographie (comme créateur)
- 1978 : Blake's 7 (série télévisée)

## Source
- (en) Cet article est partiellement ou en totalité issu de l’article de Wikipédia en anglais intitulé « Terry Nation » (voir la liste des auteurs).

1. ↑  Bignell, Jonathan and O'Day, Andrew: Terry Nation, p. 21, Manchester University Press, 2004,  (ISBN 978-0-7190-6547-7).